# Kerkhof van Zandvoorde
Het Kerkhof van Zandvoorde is een gemeentelijke begraafplaats in het Belgische dorp Zandvoorde, een deelgemeente van Zonnebeke. Het kerkhof ligt rond de Sint-Bartholomeuskerk in het centrum van het dorp en wordt omsloten door een haag. 
Voor de kerk staat een gedenkteken voor de militaire en burgerlijke dorpsgenoten die omkwamen in de Eerste Wereldoorlog. Daarnaast staat een gedenkteken voor de manschappen van de Britse Royal Welch Fusiliers die in oktober 1914 in de omgeving sneuvelden.

## Britse oorlogsgraven
Naast de noordelijke zijgevel van de kerk ligt een perk met 4 Britse gesneuvelden uit de Eerste Wereldoorlog. Zij waren leden van de 10th (Prince of Wales's Own Royal) Hussars en kwamen om op 26 oktober 1914. Hun graven worden onderhouden door de Commonwealth War Graves Commission en staan er geregistreerd onder Zandvoorde Churchyard.